# Famille de Suffren
La famille de Suffren est une famille de la noblesse française originaire de Provence où elle est connue dès le XVe siècle. Elle s'est éteinte au cours du XXe siècle.
Elle compte l'amiral Pierre André de Suffren.

## Histoire
Famille de petite noblesse dès le XVe siècle, les Suffren ne se distinguent qu'à partir du XVIIIe siècle, quand ils acquièrent les seigneuries de La Môle et de Saint-Tropez puis les titres de marquis de Saint-Cannat et de Saint-Tropez,.
Plusieurs Suffren ont combattus au sein de l'armée des émigrés.
Sa branche ainée, dite de Salon a perduré jusqu'en 1974. La branche de Saint-Tropez, qui a acquis deux titres de marquis et qui compte le bailli de Suffren s'est éteinte en 1858.[réf. nécessaire]

## Filiation
- Hugon, trésorier de Salon[4]
  - Jean, capitaine, anobli an 1557 pour faits d'armes[1]
    - Antoine (1561-1597)
      - Palamède
        - Laurent
          - Pierre
            - Joseph
              - Laurent II
                - François Palamède (it) (1753-1824)
                  - Jean-Baptiste (1780-1846), chef de bataillon, officier de la Légion d'honneur[5]
                    - Auguste (1806-1866), saint-cyrien
                      - Emmanuel (1847-1928)

      - Jean-Baptiste
        - Louis ( -1695)
          - Joseph Jean-Baptiste (1651-1737)
            - Paul (1679-1756), consul d'Aix
              - Louis-Jérôme (1721-1796), évêque de Nevers[6]
              - Jean Joseph Baptiste (1725-1789)
                - Pierre Marie (1753-1821), général de la Restauration[7]

              - Pierre André de Suffren (1729-1788), amiral français[8]

    - Jean II
      - Jean Suffren (1571-1641), confesseur de la reine

## Héraldique
D'azur, au sautoir d'argent, cantonné de quatre têtes de léopard d'or.
Branche de St Tropez : Écartelé, aux 1 et 4, d'azur, à la fasce d'or, aux 2 et 3, de gueules, à trois pals de vair et au chef d'or. Sur le tout de Suffren qui est d'azur au sautoir d'argent, cantonné de quatre têtes de léopard d'or. Devise: DIEU Y POURVOIRA. Couronne de Marquis.